# Spinipocregyes rufosignatus
Spinipocregyes rufosignatus là một loài bọ cánh cứng trong họ Cerambycidae.